# تشارلز سوتون
تشارلز سوتون (بالإنجليزية: Charles Sutton)‏ هو ممثل أمريكي، ولد في 1856، وتوفي في 20 يوليو 1935 في الولايات المتحدة.

## وصلات خارجية
- تشارلز سوتون على موقع IMDb (الإنجليزية)
- تشارلز سوتون على موقع أول موفي (الإنجليزية)
- تشارلز سوتون على موقع قاعدة بيانات الفيلم (الإنجليزية)
- تشارلز سوتون على موقع كينوبويسك (الروسية)